# Halmágyi Ferenc
Halmágyi Ferenc (Dévaványa, 1893. augusztus 6. – 1971. november 28. előtt) magyar fogorvos.

## Életpályája
Halmágyi (Knoblauch) Benő (1864–1928) szőlőbirtokos és Ausländer Adél fiaként született. Középiskolai tanulmányait 1903 és 1909 között a Kegyes-tanítórendiek vezetése alatt álló Szegedi Városi Főgimnáziumban, 1909 és 1911 között a Szegedi Magyar Királyi Állami Főgimnáziumban végezte, majd felvételt nyert a Budapesti Tudományegyetem Orvostudományi Karára, ahol 1918-ban avatták orvosdoktorrá. Az első világháború kitörésekor bevonult és a háború egésze alatt a császári és királyi 2. számú tiroli vadászezred kötelékében teljesített katonai szolgálatot. A tanácsköztársaság fennállásának idején kikeresztelkedett. 1919 júliusától 1920 augusztusáig az I. sz. Sebészeti Tanszék mellé externistává nevezték ki. 1920 szeptemberétől a Budapesti Tudományegyetem Stomatológiai Klinikájának díjtalan gyakornokává választották, ahol megszerezte fogorvosi szakképzettségét. Ezt követően a Rottenbiller utca 37/b szám alatt magánrendelőt nyitott. 1931-ben rendelőjét áthelyezte az Andrássy út 24. szám alá. 1968. június 29-én vehette át a Semmelweis Orvostudományi Egyetem nyilvános rendkívüli tanácsülésén aranydiplomáját.
Tagja volt több orvosi és tudományos egyesületnek.

## Családja
Első felesége Glaser Rózsa Lenke (1897–?) orvos volt, Glaser Gyula gyárigazgató és Polgár Hedvig lánya, akivel 1918. december 22-én Budapesten, a Terézvárosban kötött házasságot. 1935-ben elváltak. 1938. augusztus 10-én Szegeden nőül vette Mayer Adél (1903–1970) tanítónőt.
Fia Halmágyi Dénes (1921–2001) orvos, az orvostudományok kandidátusa.

## Díjai, elismerései
- 1. osztályú Vitézségi Érem (1915)